# Llista de torneigs d'escacs round-robin
Aquesta és una llista dels torneigs d'escacs pel sistema de tots contra tots.
- Campionat del món d'escacs de 1948
- Interzonal i Torneig de Candidats del Campionat del món d'escacs de 1963
- Campionat del món d'escacs de 2007
- Campionat d'escacs de la Unió Soviètica (la majoria dels anys)
- Campionat d'escacs dels Estats Units (la majoria dels anys)
- Torneig d'escacs de Montecarlo (la majoria dels anys)
- Torneig d'escacs Tata Steel
- Torneig d'escacs de Linares
- Torneig d'escacs de Reggio Emilia
- M-Tel Masters
- Dortmund Sparkassen Chess Meeting (la majoria dels anys)
- Torneig d'escacs de Hastings de 1895
- Torneig d'escacs de Nuremberg de 1896
- Torneig d'escacs d'Oostende de 1907
- Memorial Txigorin (1909)
- Torneig d'escacs de Sant Sebastià (1911)
- Torneig d'escacs de Carlsbad de 1911
- Torneig d'escacs de Mannheim de 1914
- Torneig d'escacs de San Remo de 1930
- Torneig d'escacs de Nova York de 1931
- Torneig d'escacs de Nottingham de 1936
- Torneig d'escacs de Kemeri de 1937
- Torneig d'escacs AVRO de 1938
- Campionat d'escacs del Govern General (1940–1944)
- Campionat d'Europa Individual a Múnic (1942)
- Torneig d'escacs de Groningen de 1946
- London Chess Classic (la majoria dels anys)
- Sinquefield Cup